# Anthony Johnson (lutador)

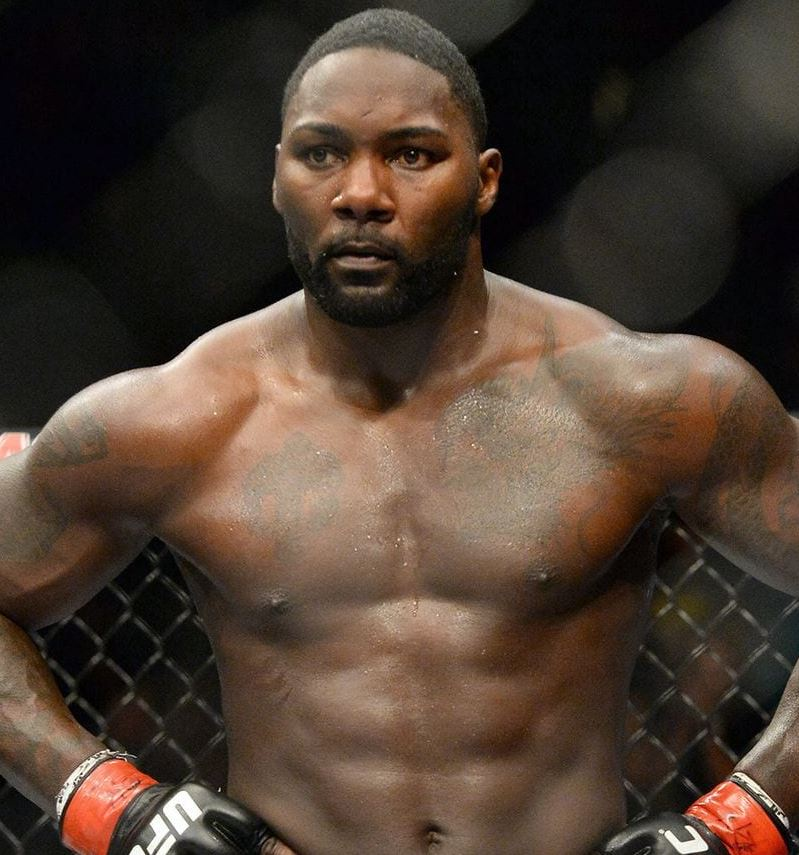
Anthony Johnson

Anthony Kewoa Johnson (Dublin, 6 de março de 1984 — 13 de novembro de 2022) foi um lutador norte-americano de artes marciais mistas, que competia no Ultimate Fighting Championship.

## Carreira no MMA

### Ultimate Fighting Championship
Ele fez sua estreia no UFC no UFC Fight Night 10, nocauteando Chad Reiner em trinta segundos do primeiro round. Ele tinha aceitado a luta em menos de uma semana antes de substituir o lesionado Steve Bruno. Ele também foi visto em um vídeo anterior, tentando participar da sexta temporada do The Ultimate Fighter, porém por motivos desconhecidos, não foi chamado para o show.
Em sua próxima luta, ele foi finalizado por Rich Clementi. A luta de mostrou um plano de jogo impecável de Clementi devido às provocações de Johnson, até pegar as costas e estrangular Johnson. Independentemente disso, Johnson considera a luta como uma vitória. Ele se recuperou da luta com uma vitória sobre Tom Speer.
Anthony enfrentou Kevin Burns ao vivo na Spike TV em 19 de Julho de 2008, terminando a luta com dedadas no olho, aos 3:35 do terceiro round. Johnson não pode continuar após ser acertado no olho diversas vezes. Muitos acreditam que Johnson devia ter vencido a luta por desqualificação.
Johnson enfrentou Kevin Burns novamente em uma revanche no The Ultimate Fighter 8 Finale. Desta vez o resultado foi diferente com Johnson vencendo por Nocaute com uma chute na cabeça. Sua performance lhe rendeu o prêmio de "Nocaute da Noite" em o bônus de $ 25 000.
Johnson era esperado para enfrentar Matt Brown no The Ultimate Fighter 9 Finale, porém teve que se retirar da luta. Johnson enfrentou o japonês Yoshiyuki Yoshida no UFC 104, Johnson venceu em 0:41 do primeiro round por Nocaute. A luta ocorreu em um Peso Casado de 176 lbs, Johnson ficou seis pounds acima do limite da categoria, "Cara, uma hora antes da pesagem estava tudo bem, sabe? Mas aí eu vi uma caixa de donuts que eu havia deixado na noite anterior e pensei MERDA! [risos].". Johnson colocou Yoshida contra a grade e venceu por Nocaute no primeiro round. Apesar do nocaute sobre Yoshida, Johnson não foi eleito como Nocaute da Noite devido à luta no peso casado. E pedeu 20% da sua bolsa.
Devido a uma luta sem levar danos contra Yoshida, Johnson fez uma volta rápida e enfrentou Josh Koscheck em 21 de Novembro de 2009, no UFC 106 e perdeu por Finalização. Johnson e Koscheck foram premiados com o bônus de Luta de Noite.
Johnson era esperado para enfrentar John Howard em 21 de Março de 2010 no UFC Live: Vera vs. Jones, mas foi obrigado a se retirar devido à uma lesão no joelho ocorrida durante os treinos.
Devido à sua lesão, Johnson considerou subir para os Médios do UFC. Johnson foi indicado em 4 de Junho de 2010, para um episódio do Inside MMA porque ele deve perder 55 pounds para bater 170 lbs. Além disso, Johnson disse que poderia lutar em 185, mas que pretendia permanecer na categoria de 170.
Johnson voltou ao octógono no começo de 2011. Ele enfrentou Dan Hardy em 26 de Março de 2011 no UFC Fight Night 24. Johnson utilizou seu wrestling e controlou Hardy para uma vitória por Decisão Unânime.
Johnson era esperado para enfrentar Nate Marquardt em uma luta que seria o seu primeiro main event de sua carreira em 26 de Junho de 2011 no UFC on Versus 4 porém foi forçado a se retirar devido à uma lesão e foi substituído por Rick Story.
Johnson era esperado para enfrentar Charlie Brenneman no UFC Live: Cruz vs. Johnson. Ele venceu por Nocaute Técnico no primeiro round, ganhando o prêmio de Nocaute da Noite.
Para sua próxima luta, Johnson subiu para a divisão dos Médios para enfrentar Vitor Belfort em 14 de Janeiro de 2012 no UFC 142. Porém antes da pesagem do UFC 142, os médicos avisaram para Johnson parar de cortar seu peso e a reidratação. Johnson pesou 197 lb, 11 pounds acima do limite da categoria. A luta continuou marcada com a condição que Johnson não pesasse acima de 205 lb no dia da luta e e perdeu 20% da sua bolsa para Belfort. No dia da luta, Johnson oficialmente pesou 204.2 lb, e Belfort venceu por Finalização no primeiro round. Com a derrota, Johnson foi retirado da promoção.

### Titan Fighting Championships
Após sair da promoção do UFC, Johnson enfrentou o veterano no UFC David Branch no Titan Fighting Championships 22. No dia da pesagem para a luta, Johnson mais uma vez não bateu o peso de 186 lb da divisão dos médios, pesando 194.2 lb, 8.2 lb acima do limite. Branch foi notificado na manhã da pesagem que Johnson não bateria o peso, então Brench pesou 189 lb. A luta foi mudada para Catchweight em 195 lb. Essa foi a quarta vez na carreira profissional de Johnson que ele não bateu o peso. Johnson venceu a luta por Decisão Unânime.
Johnson fez sua estréia na categoria dos Peso Meio Pesado no Titan Fighting Championships 24 contra o ex-Campeão Super Pesado do King of the Cage Esteves Jones, Johnson venceu por Nocaute Técnico em 51 segundos do segundo round.

### World Series of Fighting
Johnson enfrentou o veterano do Bellator D.J. Linderman no WSOF 1 em 3 de Novembro de 2012. Ele venceu a luta por Nocaute no primeiro round.
Johnson venceu na sua estréia no Peso Pesado contra o ex-Campeão Peso Pesado do UFC Andrei Arlovski em 23 de Março de 2013 no WSOF 2, vencendo por decisão unânime.
Johnson era esperado para enfrentar Mike Kyle no WSOF 7 em 7 de Dezembro de 2013. Porém, Kyle quebrou seu dedo do pé e teve que se retirar da luta.
A luta com Kyle foi remarcada para o WSOF 8, e Johnson venceu por nocaute com um único soco no primeiro round.

### Retorno ao UFC
O UFC anunciou o retorno de Johnson à organização, sua reestreia foi contra Phil Davis em 26 de Abril de 2014 no UFC 172. Johnson lutou como meio pesado e venceu a luta por decisão unânime com uma boa performance.
Johnson enfrentou o veterano do Pride Antônio Rogério Nogueira em 26 de Julho de 2014 no UFC on Fox: Lawler vs. Brown e venceu por nocaute técnico em menos de um minuto de luta, sua grande atuação lhe rendeu o bônus de Performance da Noite.
Johnson enfrentou o ex-desafiante Alexander Gustafsson em 24 de Janeiro de 2015 no UFC on Fox: Gustafsson vs. Johnson. Ele conseguiu a maior vitória de sua carreira ao derrotar o sueco por nocaute técnico no primeiro round, chocando a todos pois era considerado uma grande zebra. Além de uma disputa de título garantida, Johnson ainda ganhou um bônus de US$ 50 000 pela Performance da Noite.
Rumble enfrentaria até então o campeão Jon Jones pelo Cinturão Meio Pesado do UFC, mas devido aos problemas com a justiça, Jones teve seu cinturão cassado e o título ficou vago. Johnson disputou o cinturão vago contra Daniel Cormier em 23 de Maio de 2015 no UFC 187: Johnson vs. Cormier, após um bom começo e quase nocautear DC, Rumble foi dominado e finalizado no terceiro round.
Johnson era esperado para enfrentar Jan Blachowicz em 5 de Setembro de 2015 no UFC 191. No entanto, o UFC mudou seus planos e colocou Jimi Manuwa para enfrentá-lo. Rumble venceu a luta por nocaute no segundo round e faturou o prêmio de Performance da Noite.
Johnson enfrentou Ryan Bader em 30 de Janeiro de 2016 no UFC on Fox: Johnson vs. Bader. Johnson venceu o combate por nocaute ainda no primeiro round, sua atuação lhe rendeu o bônus de Performance da Noite. Desta maneira, tornou-se o terceiro combatente de todos os tempos entre a classe meio-pesada a obter 10 nocautes lutando MMA profissional.
Johnson foi escalado para enfrentar o brasileiro Glover Teixeira em 20 de Agosto de 2016 no UFC 202: Diaz vs. McGregor II. Uma vitória sobre Glover poderia lhe render a chance de disputar novamente o Cinturão Meio Pesado do UFC. Johnson venceu o combate por nocaute aos 0:13 segundos do primeiro round, sua atuação impressionante lhe rendeu o quinto bônus de Performance da Noite.
Uma revanche contra o campeão dos meio-pesados Daniel Cormier foi marcado para 10 de dezembro de 2016 no UFC 206. Porém, Cormier saiu do evento devido uma lesão em 25 de novembro, consequentemente Johnson também saiu do card. A luta foi remarcada para 8 de abril de 2017 no UFC 210, ele foi finalizado no segundo round e na entrevista após a luta informou que iria se aposentar.

### Bellator MMA
Em Dezembro de 2020, Johnson anunciou a sua volta da aposentadoria e surpreendeu ao rescindir seu contrato com o UFC e assinar com o Bellator MMA.
Em 9 Fevereiro de 2020, foi anunciado que Johnson iria participar do Torneio do Grande Prêmio Mundial dos Meio-pesados do Bellator e que sua estréia seria contra Yoel Romero, porém, no dia 29 de abril foi informado que Romero falhou nos exames médios e foi retirado da luta. O brasileiro José "Gugu" Augusto Azevedo foi anunciado de última hora para enfrentar Johnson no Bellator 258. Mesmo após ser derrubado no primeiro round, Johnson venceu por nocaute no segundo round.

## Campeonatos e conquistas

### Wrestling amador
- National Junior College Athletic Association
  - Junior College National Champion

### Artes marciais mistas
- Ultimate Fighting Championship
  - Performance da Noite (Cinco vezes)
  - Nocaute da Noite (Duas vezes)
  - Luta da Noite (Uma vez)

## Cartel no MMA
| Cartel no MMA   |             |            |
| 29 lutas        | 23 vitórias | 6 derrotas |
| Por nocaute     | 17          | 1          |
| Por finalização | 0           | 5          |
| Por decisão     | 6           | 0          |

| Res.    | Cartel | Oponente                 | Método                            | Evento                               | Data       | Round | Tempo | Local                     | Notas |
| ------- | ------ | ------------------------ | --------------------------------- | ------------------------------------ | ---------- | ----- | ----- | ------------------------- | --- |
| Vitória | 23-6   | José Augusto Azevedo     | Nocaute (soco)                    | Bellator 258: Archuleta vs. Pettis   | 07/05/2021 | 2     | 1:30  | Uncasville, Connecticut   | Retornou da aposentadoria; Estreia no Bellator; Quartas de final do Grand Prix dos Meio Pesados do Bellator. |
| Derrota | 22-6   | Daniel Cormier           | Finalização (mata leão)           | UFC 210: Cormier vs. Johnson II      | 08/04/2017 | 2     | 3:37  | Buffalo, New York         | Pelo Cinturão Meio Pesado do UFC. Anunciou sua aposentadoria.                                                |
| Vitória | 22-5   | Glover Teixeira          | Nocaute (soco)                    | UFC 202: Diaz vs. McGregor II        | 20/08/2016 | 1     | 0:13  | Las Vegas, Nevada         | Performance da Noite.                                                                                        |
| Vitória | 21-5   | Ryan Bader               | Nocaute (socos)                   | UFC on Fox: Johnson vs. Bader        | 30/01/2016 | 1     | 1:26  | Newark, Nova Jersey       | Performance da Noite.                                                                                        |
| Vitória | 20-5   | Jimi Manuwa              | Nocaute (soco)                    | UFC 191: Johnson vs. Dodson II       | 05/09/2015 | 2     | 0:28  | Las Vegas, Nevada         | Performance da Noite.                                                                                        |
| Derrota | 19-5   | Daniel Cormier           | Finalização (mata leão)           | UFC 187: Johnson vs. Cormier         | 23/05/2015 | 3     | 2:38  | Las Vegas, Nevada         | Pelo Cinturão Meio-Pesado Vago do UFC;                                                                       |
| Vitória | 19-4   | Alexander Gustafsson     | Nocaute Técnico (socos)           | UFC on Fox: Gustafsson vs. Johnson   | 24/01/2015 | 1     | 2:15  | Estocolmo                 | Performance da Noite.                                                                                        |
| Vitória | 18-4   | Antônio Rogério Nogueira | Nocaute Técnico (socos)           | UFC on Fox: Lawler vs. Brown         | 26/07/2014 | 1     | 0:44  | San Jose, Califórnia      | Performance da Noite.                                                                                        |
| Vitória | 17-4   | Phil Davis               | Decisão (unânime)                 | UFC 172: Jones vs. Teixeira          | 26/04/2014 | 3     | 5:00  | Baltimore, Maryland       | Retornou ao UFC.                                                                                             |
| Vitória | 16-4   | Mike Kyle                | Nocaute (soco)                    | WSOF 8: Gaethje vs. Patishnock       | 18/01/2014 | 1     | 2:03  | Hollywood, Flórida        | |
| Vitória | 15-4   | Andrei Arlovski          | Decisão (unânime)                 | WSOF 2: Arlovski vs. Johnson         | 23/03/2013 | 3     | 5:00  | Atlantic City, New Jersey | Luta no Peso Pesado.                                                                                         |
| Vitória | 14–4   | D.J. Linderman           | Nocaute (soco)                    | WSOF 1: Arlovski vs. Cole            | 03/11/2012 | 1     | 3:58  | Las Vegas, Nevada         | |
| Vitória | 13–4   | Jake Rosholt             | Nocaute Técnico (chute na cabeça) | Xtreme Fight Night 9                 | 21/09/2012 | 2     | 4:22  | Tulsa, Oklahoma           | |
| Vitória | 12–4   | Esteves Jones            | Nocaute Técnico (socos)           | Titan Fighting Championships 24      | 24/08/2012 | 2     | 0:51  | Kansas City, Kansas       | Estreia nos Meio-Pesados.                                                                                    |
| Vitória | 11–4   | David Branch             | Decisão (unânime)                 | Titan Fighting Championships 22      | 25/05/2012 | 3     | 5:00  | Kansas City, Kansas       | Peso Casado (195 lb).                                                                                        |
| Derrota | 10–4   | Vitor Belfort            | Finalização (mata leão)           | UFC 142: Aldo vs. Mendes             | 14/01/2012 | 1     | 4:49  | Rio de Janeiro            | Peso Casado (197 lb); Johnson não bateu o peso.                                                              |
| Vitória | 10–3   | Charlie Brenneman        | Nocaute Técnico (chute na cabeça) | UFC Live: Cruz vs. Johnson           | 01/10/2011 | 1     | 2:49  | Washington, D.C.          | Nocaute da Noite.                                                                                            |
| Vitória | 9–3    | Dan Hardy                | Decisão (unânime)                 | UFC Fight Night: Nogueira vs. Davis  | 26/03/2011 | 3     | 5:00  | Seattle, Washington       | |
| Derrota | 8–3    | Josh Koscheck            | Finalização (mata leão)           | UFC 106: Ortiz vs. Griffin II        | 21/11/2009 | 2     | 4:47  | Las Vegas, Nevada         | Luta da Noite.                                                                                               |
| Vitória | 8–2    | Yoshiyuki Yoshida        | Nocaute (soco)                    | UFC 104: Machida vs. Shogun          | 24/10/2009 | 1     | 0:41  | Los Angeles, California   | Peso Casado (176 lb); Johnson não bateu o peso.                                                              |
| Vitória | 7–2    | Luigi Fioravanti         | Nocaute Técnico (socos)           | UFC Fight Night: Lauzon vs. Stephens | 07/02/2009 | 1     | 4:39  | Tampa, Flórida            | |
| Vitória | 6–2    | Kevin Burns              | Nocaute (chute na cabeça)         | The Ultimate Fighter 8 Finale        | 13/12/2008 | 3     | 0:28  | Las Vegas, Nevada         | Nocaute da Noite.                                                                                            |
| Derrota | 5–2    | Kevin Burns              | Nocaute Técnico (dedada no olho)  | UFC Fight Night: Silva vs. Irvin     | 19/07/2008 | 3     | 3:35  | Las Vegas, Nevada         | Johnson foi acertado no olho. Não pode continuar.                                                            |
| Vitória | 5–1    | Tom Speer                | Nocaute (socos)                   | UFC Fight Night: Florian vs. Lauzon  | 02/04/2008 | 1     | 0:51  | Broomfield, Colorado      | |
| Derrota | 4–1    | Rich Clementi            | Finalização (mata leão)           | UFC 76: Knockout                     | 22/09/2007 | 2     | 3:05  | Anaheim, Califórnia       | Peso Casado (177 lb); Johnson não bateu o peso.                                                              |
| Vitória | 4–0    | Chad Reiner              | Nocaute (socos)                   | UFC Fight Night: Stout vs Fisher     | 12/06/2007 | 1     | 0:13  | Hollywood, Flórida        | |
| Vitória | 3–0    | Keith Wilson             | Decisão (majoritária)             | Rocky Mountain Nationals: Demolition | 16/09/2006 | 2     | 5:00  | Denver, Colorado          | Ganhou o Torneio do Rocky Mountain Nationals                                                                 |
| Vitória | 2-0    | Rich Moskowitz           | Decisão (unânime)                 | Rocky Mountain Nationals: Demolition | 16/09/2006 | 2     | 5:00  | Denver, Colorado          | |
| Vitória | 1-0    | Jonathan Romero          | Nocaute Técnico (socos)           | PF 2: Live MMA                       | 16/08/2006 | 1     | 1:09  | Hollywood, Califórnia     | |